# Mihaela Stănuleț
Mihaela Stănuleț (Nagyszeben, 1967. július 16. –) olimpiai bajnok román tornász.

## Életpályája
Nyolc éves korában kezdett tornázni a Nagyszebeni Iskolai Sportklubban Rodica Filip és Nicolae Buzoianu irányítása mellett. A válogatottban Adrian Goreac, Maria Cosma, Octavian Bellu és Adrian Stan voltak az edzői.
1982-ben Balkán-bajnoki címet szerzett.
1983-ban a göteborgi Európa-bajnokságon gerendán nyert bronzérmet.
Első világbajnokságon való részvételén, 1981-ben Moszkvában a csapattal negyedik helyen végzett. Világbajnoki ezüstérmét 1983-ban Budapesten szerezte a csapattal.
Legjobb eredménye az 1984. évi nyári olimpiai játékokon Los Angelesben a csapattal szerzett aranyérem.
Visszavonulása után a Nagyszebeni Iskolai Sportklubban edzőként tevékenykedett.

## Díjak, kitüntetések
1984-ben Kiváló Sportolói címmel, 2000-ben Nemzeti Érdeméremmel tüntették ki.